# Parc de Vallparadís
Parc de Vallparadís är en park i Spanien.   Den ligger i provinsen Província de Barcelona och regionen Katalonien, i den östra delen av landet, 500 km öster om huvudstaden Madrid. Parc de Vallparadís ligger 267 meter över havet.
Terrängen runt Parc de Vallparadís är kuperad åt nordväst, men åt sydost är den platt.Runt Parc de Vallparadís är det mycket tätbefolkat, med 3 494 invånare per kvadratkilometer. Närmaste större samhälle är Terrassa, 0,91 km norr om Parc de Vallparadís. Runt Parc de Vallparadís är det i huvudsak tätbebyggt.